# 30088 Depra
30088 Depra este o planetă minoră (asteroid), cu un diametru de 7,243 km, din centura de asteroizi. A fost descoperită pe 11 martie 2000 la Stația Anderson Mesa de Lowell Observatory Near-Earth-Object Search. 
Obiectul prezintă o orbită caracterizată de o semiaxă mare de 2,4560545 UAi, o excentricitate de 0,1715897, o înclinație de 3,58953 ° în raport cu ecliptica.